# Terebratulina septentrionalis
Terebratulina septentrionalis är en armfotingsart som först beskrevs av Couthouy 1838.  Terebratulina septentrionalis ingår i släktet Terebratulina och familjen Cancellothyrididae. Det är osäkert om arten förekommer i Sverige. Inga underarter finns listade i Catalogue of Life.